# 강산제
강산제(江山制)는 서편제의 수령 박유전이 만년에 전남 보성군 강산리(岡山里)에서 여생을 보내며 창시한 판소리 유파이다.
체계가 정연하고 범위가 넓다. 박유전은 젊었을 때 고운 목소리와 뛰어난 기량으로 대원군의 총애를 받아 그의 사랑에 자주 드나들었는데 그곳에 묵고 있는 많은 유생들과 친밀하게 지내게 되었다. 유생 중에는 판소리에 대한 높은 견식과 일가견을 가진 이들이 있어, 그들이 피력한 조언을 바탕으로 창시한 것이 바로 강산제라 한다.
강산제는 서편제의 너무 애절한 것은 지양하고 되도록 점잖은 가풍을 조성하였고 삼강오륜에 어긋나는 대목은 삭제 또는 수정하였다. 정연하면서도 변화 있는 말 붙임새의 기교를 부린다. 우조를 가곡 소리로 아정하고 웅휘한 창법을 쓰며, 계면에서는 엄한 성음을 써서, 남자가 흐느껴 우는 처절한 창법으로 소리 마디마디에 공력을 들이고, 성음을 분명하게 하는 것이 특색이다.
강산제의 대표적 판소리는 《심청가》이며, 명창으로는 박유전·정응민·정재근·조상현 등이 있다.